# نیو آلبانی (نیوجرسی)
نیو آلبانی نام یک محدوده ثبت‌نشده در شهر سینامینسون در شهرستان برلینگتون در ایالت نیوجرسی در ایالات متحده آمریکا است.